# Italochrysa carletoni
Italochrysa carletoni är en insektsart som först beskrevs av Banks 1939.  Italochrysa carletoni ingår i släktet Italochrysa och familjen guldögonsländor. Inga underarter finns listade i Catalogue of Life.